# Gustav Magnus von Wallbrunn

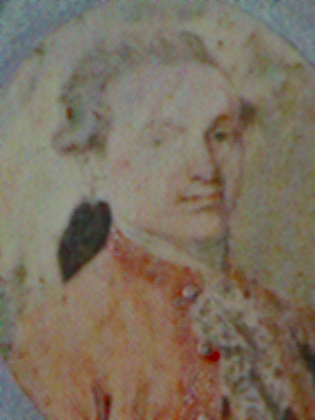
Gustav Magnus Baron von Wallbrunn um 1760

Gustav Magnus von Wallbrunn (* 25. Dezember 1702; † 19. Juni 1772 in Lörrach) war baden-durlachischer  Landvogt für die Herrschaft Rötteln und die Landgrafschaft Sausenberg. Der Aufstieg von Lörrach zu einer wirklichen Stadt und der Beginn der Industrialisierung des vorderen Wiesentals sind maßgeblich auf seine Amtsführung zurückzuführen.

## Leben

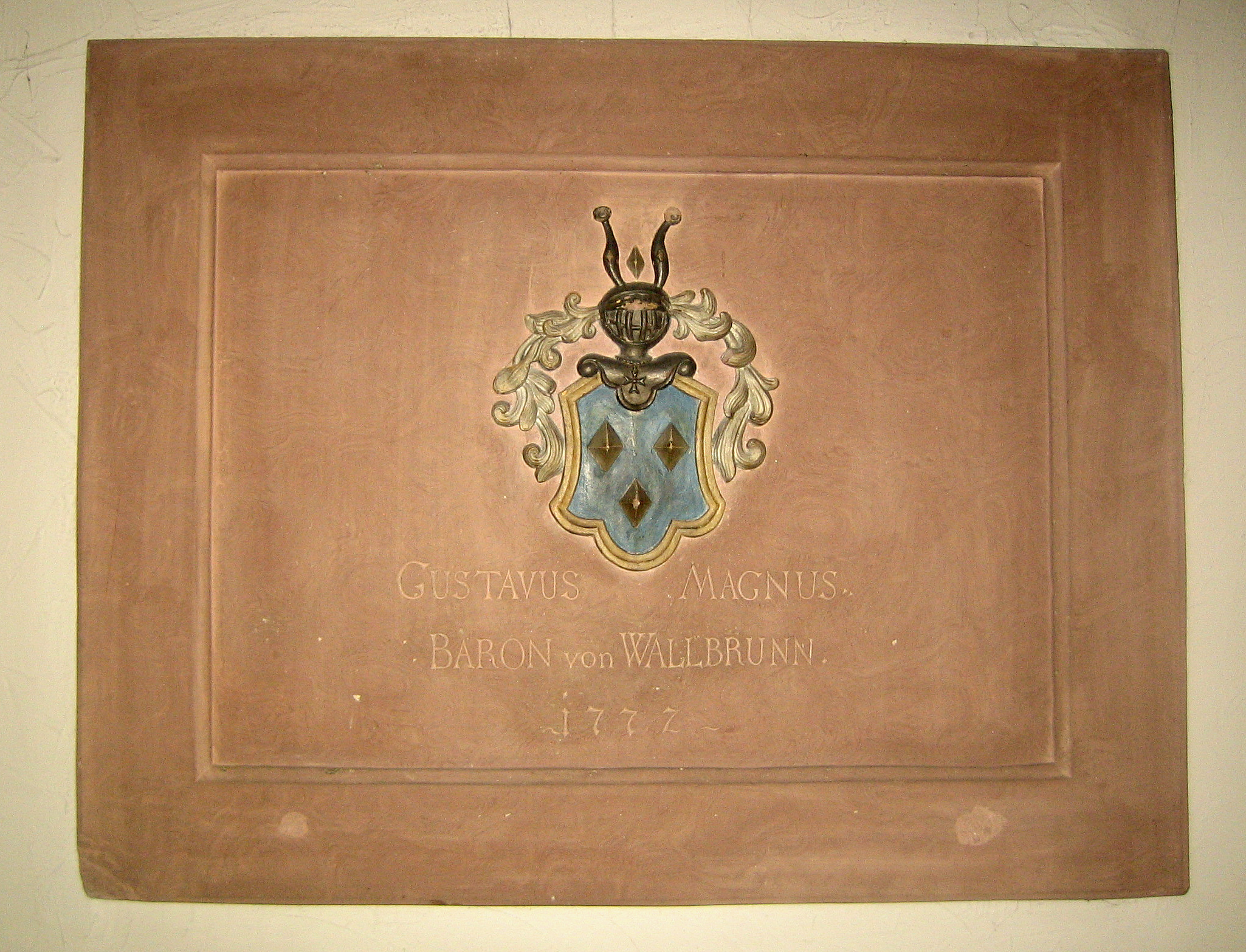
Gedenktafel für Gustav Magnus Baron von Wallbrunn in der evangelischen Stadtkirche von Lörrach

Wallbrunn stammte aus dem Geschlecht der Herren von Wallbrunn (Linie Partenheim). Sein Vater war der baden-durlachische geheime Rat Johann Christoph von Wallbrunn und seine Mutter Eberhardina Henrica von Stockheim. Der baden-durlachische Hofrat Johann Eberhard Friedrich von Wallbrunn war ein Bruder.
1720 war Wallbrunn an der Universität Tübingen immatrikuliert. Er setzte seine Ausbildung an der Académie de Lausanne fort, wo er französisch lernte. Es wird vermutet, dass er seine guten italienischen Sprachkenntnisse bei einem Aufenthalt in Italien erworben hat. Zu seinen Besitzungen gehörte die Ortsherrschaft über Gauersheim.
Im Mai 1748 wurde er als Nachfolger von Ernst Friedrich Leutrum von Ertingen nach Lörrach berufen, wo er Landvogt für die Herrschaft Rötteln und die Landgrafschaft Sausenberg – das Oberamt Rötteln – wurde. 1759 wurde er zum wirklichen geheimen Rat der Markgrafschaft Baden-Durlach ernannt.
Bald nach seinem Amtsantritt in Lörrach unterstützte er den Lörracher Rat energisch bei der Erlangung von Stadtprivilegien, um damit den Standort für Investoren aus der Schweiz und dem Elsass attraktiver zu machen. Generell setzte er die Wirtschaftspolitik des jungen Markgrafen Karl Friedrich, der erst 1746 seine Regentschaft angetreten hatte, konsequent um. Auf seine Initiative wurde „merkantilistisches Stadtmarketing“ betrieben und in deutscher und französischer Sprache ein Werbeprospekt erstellt, der die Vorteile einer Gewerbeansiedelung in Lörrach darstellte.
Mit einer Polizeiverordnung führte Wallbrunn 1764 eine Veränderung der Markgräfler Tracht herbei. Er verbot den bis dahin zur Tracht gehörigen Zwickelrock, da dieser aus schmalen, keilförmigen Stoffstreifen zusammengesetzt wurde, so dass der Stoff eines ausrangierten Rockes kaum mehr zu verwenden war. Aus Sicht Wallbrunns war dies eine Verschwendung. Sein Verbot reiht sich ein in andere Maßnahmen zur Volkserziehung die unter der Regierung des Markgrafen Karl Friedrich ergriffen wurden. So führte Wallbrunn Spinn- und Webstuben für Schüler ein um sie an das Arbeitsleben zu gewöhnen.
Aufgrund von Spannungen mit der Basler Nachbarschaft wollte Wallbrunn im Januar 1772 in den Ruhestand treten, wovon er aber auf Bitten des Markgrafen und der Gemeinden in seinem Oberamt Abstand nahm. Am 19. Juni 1772 verstarb er in Lörrach.

## Ehrungen
Am 24. August 1748 erhielt er den Hausorden der Treue des Hauses Baden. In Lörrach ist eine Straße nach Wallbrunn benannt. In der Evangelischen Stadtkirche Lörrach befindet sich im Verbindungsgang zwischen Kirche und Kapelle eine Gedenkplatte für Wallbrunn.

## Werke
- Das preißwürdigste Angedencken des Weyland Reichs-Frey-Hochwohlgebohrnen Herrn, Herrn Friderich Emich Johann von Uxküll ... So den 19ten Novembris 1768. In dem 84ten Jahr Dero Ruhmvollen Alters, das Zeitliche mit dem Ewigen verwechselten, wollte hierdurch schuldigst verehren, des Hochseeligen und des gesammten Hohen Trauer-Hauses aufrichtigster Freund und Diener Gustav Magnus von Wallbrunn, 1768 Digitalisat